# Hamidiye (cavalleria)
I reggimenti Hamidiye, (nome ufficiale completo Hamidiye HafifSüvari Alayları, Reggimenti di cavalleria leggera Hamidiye) erano formazioni di cavalleria ben armate, irregolari, principalmente curde sunnite ma anche turche, circasse turkmene, yörük e arabe che operavano nelle province sudorientali dell'Impero ottomano.
Chiamati in onore del sultano Abdul Hamid II nel 1891, furono istituiti su modello delle unità cosacche dell'esercito imperiale russo con il compito di pattugliare la frontiera russo-ottomana. Gli Hamidiye, tuttavia, erano spesso usati dalle autorità ottomane per maltrattare e assalire gli armeni che vivevano nelle province orientali dell'Impero ottomano (l'Armenia occidentale in alcune fonti).
Ai reggimenti Hamidiye è stato spesso attribuito un ruolo importante nei massacri armeni del 1894-96, in particolare durante la sanguinosa repressione della rivolta degli armeni di Sasun (1894), ma ricerche più recenti sostengono che tali reggimenti svolsero un ruolo meno rilevante di quanto precedentemente ipotizzato.
Dopo la caduta di Abdül Hamid II nel 1909, gli Hamidiye vennero mantenuti sotto il nome di Aşiret Süvari (cavalleria tribale). Scomparvero alla fine della prima guerra mondiale in Oriente.

## Contesto storico
Il regno del sultano Abdul Hamid II ebbe la reputazione di essere "l'era più dispotica e centralizzata nella moderna storia ottomana". Abdul Hamid II è anche considerato l'ultimo sultano ad avere avuto il pieno controllo dell'Impero ottomano. Il suo regno si scontrò al culmine di 75 anni di cambiamento in tutto l'impero e in reazione opposta a tale cambiamento. Abdul Hamid II era particolarmente interessato alla centralizzazione dell'impero.  I suoi tentativi per centralizzare la Sublime Porta non erano sconosciuti tra gli altri sultani. Le province locali dell'Impero ottomano avevano maggiore controllo sulle loro aree rispetto al governo centrale. Le relazioni estere di Abdul Hamid II provenivano da una "politica di non impegno". Il sultano comprese la fragilità dell'esercito ottomano e le debolezze dell'Impero nel suo controllo interno. Il panislamismo divenne la sua soluzione alla perdita di identità e potere dell'impero. I suoi sforzi per promuovere il panislamismo furono per la maggior parte infruttuosi a causa della grande popolazione non musulmana e dell'influenza europea sull'impero. Le politiche di Abdul Hamid II isolarono essenzialmente l'Impero ottomano e contribuirono ulteriormente al suo declino. Molte delle élite che cercavano una nuova costituzione e riforma per l'impero furono costrette a fuggire in Europa. Dopo il Trattato di Berlino (1878), l'Impero ottomano iniziò a contrarsi e a perdere alcuni territori. Nuovi gruppi di radicali cominciarono a minacciare il potere dell'Impero.

## Creazione della cavalleria Hamidiye

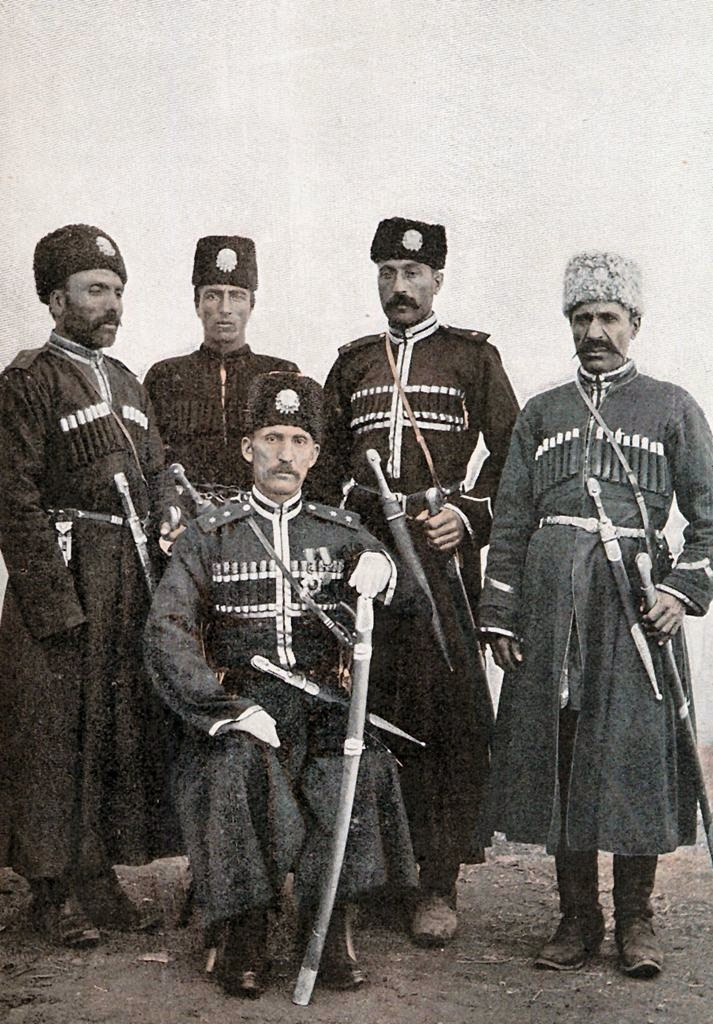
Ufficiali della cavalleria Karapapakh Hamidiyeh

I reggimenti Hamidiye vennero istituiti nel 1891 a seguito di un decreto emanato nel novembre 1890. Sono state avanzate diverse ragioni sul motivo per cui venne creata la cavalleria leggera Hamidiye. L'istituzione degli Hamidiye fu in una parte una risposta alla minaccia russa, sebbene alcuni studiosi ritengano che la ragione principale fosse quella di sopprimere i rivoluzionari socialisti/nazionalisti armeni. Dopo la guerra russo-ottomana del 1877-1878 le sei province orientali furono lasciate sotto il controllo di diversi attori non statali con sfere di interesse delle tribù curde e dei rivoluzionari armeni. I rivoluzionari armeni rappresentavano una minaccia perché erano visti come dirompenti e in grado di lavorare con i russi contro l'Impero ottomano. Il primo partito rivoluzionario armeno fu il Partito socialdemocratico Hunchakian. Esso era composto da studenti universitari armeni il cui scopo era "creare uno stato armeno indipendente". La cavalleria leggera Hamidiye fu creata per "combattere le sfide locali e transfrontaliere all'autorità ottomana". Il più grande mecenate degli Hamidiye era Abdul Hamid II dal quale presero il nome (Hamidiye significa letteralmente "appartenente ad Hamid") ed erano sotto il suo diretto ordine e del cognato Zeki Pasha, comandante circasso della 4ª armata con sede a Erzincan. A Zeki Pasha venne affidato il compito di riscuotere le tasse sufficienti per reclutare i curdi nell'Hamidiye. Se veniva commesso un crimine contro un membro dell'Hamidiye, il governo avrebbe preso provvedimenti immediati per punire i criminali. I saccheggi, gli omicidi e i furti compiuti dagli Hamidiye rimanevano impuniti, al contrario quelli perpetrati dai gruppi non Hamidiye. Anche altri gruppi che si associavano agli Hamidiye ricevevano benefici, salivano al potere attraverso il denaro e acquisivano la terra illegalmente. Abdul Hamid II voleva creare un rapporto di impegno e lealtà con i curdi che erano scelti per formare la cavalleria Hamidiye. I reggimenti Hamidiye erano divisi in gruppi in base all'età: l'ibtidaiye (età 17-20), il nizamiye (età 20-32) e il redif (età 32-40). Şakir Pasa, un diplomatico ottomano, stretto consigliere del sultano, e collaboratore alla creazione della cavalleria leggera di Hamidiye, fu messo a comando in seguito ai massacri contro gli armeni nel 1895-1896. Ai comandanti curdi Hamidiye venivano concessi diritti eccezionali per negoziare con il sultano. Comandanti di notevole importanza furono Ibrahim Pasha, Hacı Musa Beg o Kör Hüseyin Pasha. Nel corso del tempo i russi allacciavano rapporti con i rivoluzionari armeni e con i capi tribali curdi.
L'Impero ottomano comprese la minaccia che ciò creava e questo spiega in gran parte il motivo per cui scelsero i curdi nella formazione degli Hamidiye. La popolazione curda poteva potenzialmente unirsi ai russi, ma con la formazione degli Hamidiye avrebbero protetto le frontiere dell'Impero ottomano. Alcuni studi sostengono che la creazione di tali reggimenti "ha ulteriormente inimicato la popolazione armena" e ha peggiorato lo stesso conflitto che doveva essere da loro stessi prevenuto.
Gli Hamidiye plasmarono le "trasformazioni sociali, economiche e politiche" nelle società curde. Gli Hamidiye ricevevano diversi vantaggi per la loro partecipazione ed erano in grado di impadronirsi di gran parte delle terre che occupavano, legalmente o meno. Essi erano protetti durante le loro migrazioni annuali (periodi in cui si prendevano cura del loro bestiame), venivano riforniti con le armi più avanzate dallo stato e ricevevano scorte armate. Gli Hamidiye rubavano denaro dai villaggi che saccheggiavano senza timore di subire le sanzioni governative.
Gli Hamidiye non erano ritenuti responsabili delle loro azioni. Veniva loro assicurata la libertà di azione nei raid che coinvolgevano le parti non Hamidiye. Essi ottenevano ricchezze illegalmente con l'aiuto segreto del governo ottomano. La corruzione, il caos e la distruzione causati dagli Hamidiye erano una causa diretta della loro mancanza di ordine e controllo. Non esisteva nessuna linea guida nella cavalleria Hamidiye. I soldati ottomani descrissero alcuni Hamidiye come "infelici, affamati e talvolta mal vestiti". La prestazione degli Hamidiye era dovuta alla loro "mancanza di professionalità sovrapposta a una missione carica di emozioni che era richiesta dalle truppe altamente disciplinate". La cavalleria non era preparata per tutto ciò che doveva fare perché non era stata addestrata adeguatamente e basava le sue incursioni su ideologie anti-armene. Questi fattori portarono alla lenta disintegrazione degli Hamidiye.

## Gli abusi e le persecuzioni armene e assire

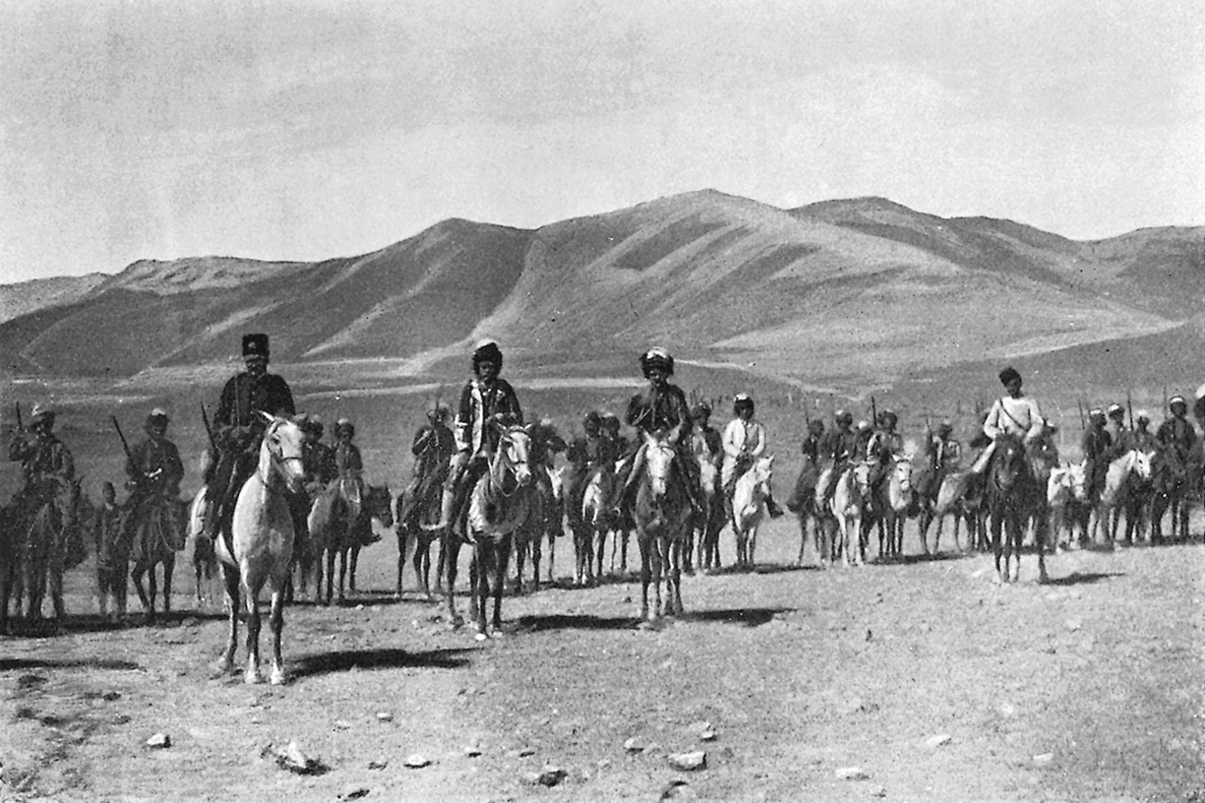
Cavalleria Hamidiye al villaggio di Hınıs

Gli Hamidiye svolsero un ruolo significativo nel genocidio armeno e in gran parte furono responsabili dei massacri hamidiani avvenuti dal 1894 al 1896. Venne detto loro di prendere il controllo di molte terre popolate da armeni per indebolire i "nemici interni" insieme all'agenda nascosta di eliminare eventualmente gli armeni. Le regioni con alta densità di atti rivoluzionari armeni erano gli obiettivi per gli Hamidiye. Essi crearono una "cospirazione armena" per giustificare le loro ragioni per aver ucciso gli armeni.
Secondo alcune stime, furono massacrati dai dieci ai ventimila armeni dalle unità Hamidiye. Secondo Janet Klein, le unità Hamidiye furono coinvolte nei massacri e nelle violenze su larga scala contro gli armeni nel periodo 1894-96 e 1915, e furono anche "implicate in omicidi di massa, deportazioni e saccheggi" durante la prima guerra mondiale.
Nell'agosto 1896, in seguito alla presa di ostaggi della Banca ottomana di Costantinopoli da parte di un commando rivoluzionario armeno, i soldati Hamidiye della caserma di Selimiye presero parte attiva ai disordini anti-armeni che uccisero 8.000 nella capitale.
Secondo Richar G. Hovannisian, un armeno-americano, le forze armate ottomane e le unità Hamidiye massacrarono gli assiri nella regione di Tur Abdin nel 1915. Si stima che siano stati uccisi diecimila assiri e, secondo un documento degli stessi anni, "i crani dei bambini piccoli erano frantumati con pietre, i corpi delle ragazze e delle donne che resistevano allo stupro venivano fatti a pezzi dal vivo, gli uomini erano per lo più decapitati, e il clero scuoiato o bruciato vivo".
Alcune ricerche recenti tendono a relativizzare il ruolo degli Hamidiye nei massacri di civili armeni (massacri hamidiani). I primi massacri avvennero in città dove vivevano pochi curdi, e solo in seguito le violenze si estesero alle zone rurali dove vivevano insieme curdi e armeni. I massacri di Sassoun nel 1894 furono commessi principalmente dalle truppe regolari e non dagli Hamidiye. Intellettuali curdi come Abdurahman Bedir Khan (discendente dell'emiro curdo Bedirxan Beg) e Abdullah Cevdet (uno dei fondatori dei Giovani Turchi) protestarono contro l'arruolamento dei curdi negli Hamidiye e per il loro impiego in compiti repressivi.
Le tribù integrate nel sistema hamidiano ne approfittarono per estendere il loro potere regionale, spesso a spese di altre popolazioni, senza tener conto degli ordini del comando ottomano. Diversi reggimenti Hamidiye praticavano incursioni "predatrici" contro gli abitanti dei villaggi armeni ma anche contro la borghesia urbana musulmana e talvolta contro le tribù rivali. Nel 1897 e nel 1898, i reggimenti Hamidiye guidarono incursioni contro una tribù alevita e poi contro uno sceicco Naqshbandi di Dahuk. Nel 1898-1899, tra Urfa e Siverek, gli scontri opposero due tribù organizzate in reggimenti Hamidiye, i Millî e i Karakeçi. Nel 1904, gli Hamidiye della tribù Millî si rifiutarono di partecipare a una campagna contro le tribù arabe.
I capi degli Hamidiye approfittarono delle loro funzioni per impadronirsi delle terre confiscate agli armeni. Mehmet Celal Bey, governatore del vilayet di Erzurum nel 1910-1911, citò il caso di un ufficiale degli Hamidiye, capo della tribù Haydaranli, che aveva preso cinque o sei villaggi, e di un altro ufficiale che aveva scavato illegalmente un vasto dominio tra Karakilise (Ağrı) e Bayezid. Queste confische erano generalmente tollerate dalle autorità imperiali perché rafforzavano la lealtà dei fedeli leader curdi mentre indebolivano le popolazioni armene considerate sospette. La paura di dover restituire la terra sequestrata avrebbe alimentato l'ostilità dei capi tribali curdi nei confronti degli armeni durante e dopo la prima guerra mondiale.
Dal 1900, a causa del moltiplicarsi delle lamentele, Zeki Pasha si sforzò di limitare le esazioni degli Hamidiye. Tuttavia, secondo fonti consolari, lo stesso Zeki Pasha avrebbe accumulato una notevole fortuna, stimata tra i 12 ei 15 milioni di franchi da un console francese, approfittando dei soprusi degli Hamidiye e dei capi curdi.
Nel 1906-1907, i notabili di Erzurum, Bitlis e Diyarbakir organizzarono movimenti di protesta sia contro gli abusi dell'amministrazione ottomana che contro gli Hamidiye.

## La cavalleria tribale dopo Abdul Hamid

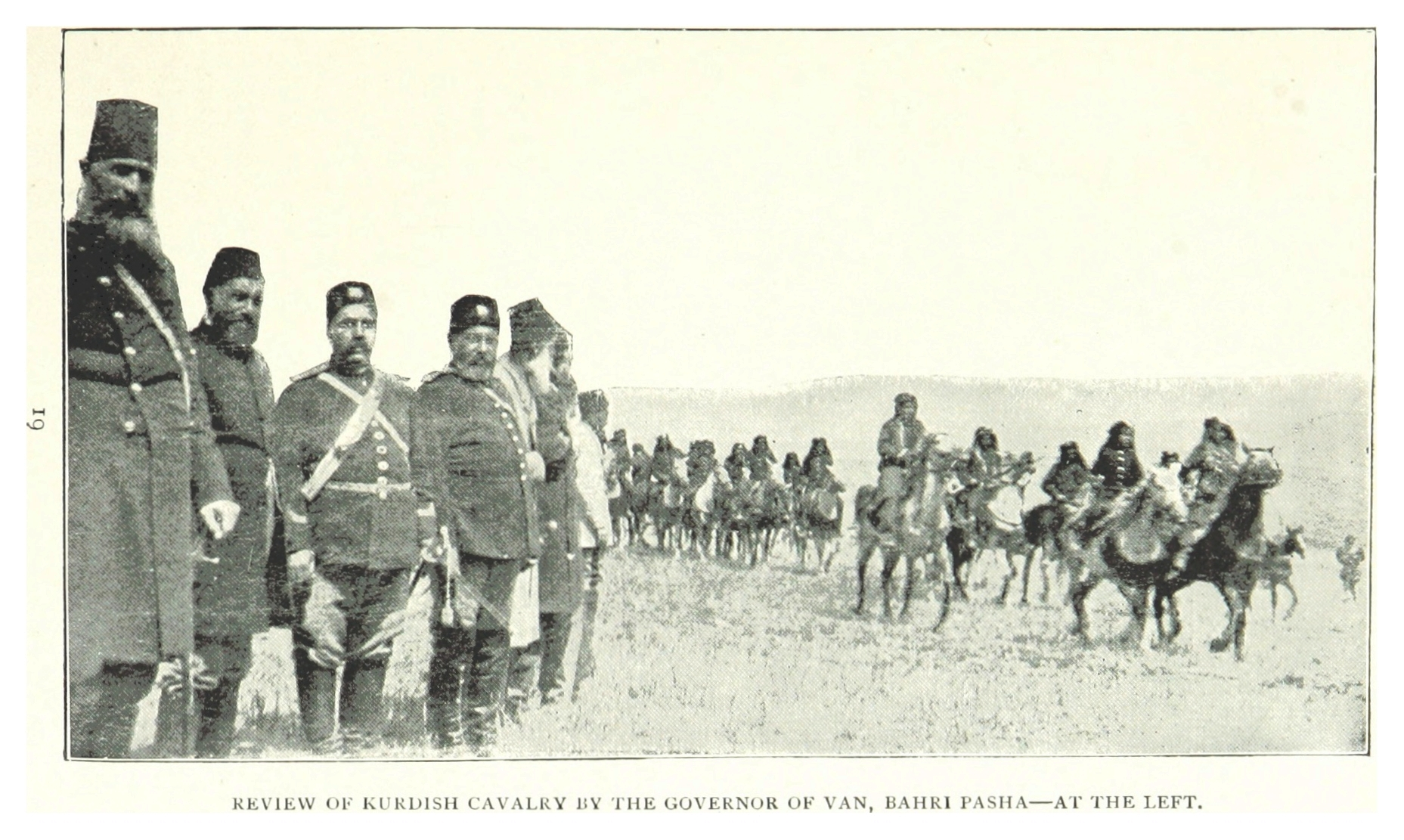
Cavalleria tribale curda che passa in rassegna davanti al governatore di Van, 1895

La Rivoluzione dei Giovani Turchi, nel luglio 1908, portò a una messa in discussione generale delle istituzioni create da Abdül Hamid. Zeki Pasha fu destituito dal suo incarico nell'agosto del 1908. L'emarginazione, poi la deposizione di Abdül Hamid, figura religiosa rispettata come califfo ed eminente protettore delle tribù attraverso il sistema hamidiano, crearono un certo disordine tra i curdi.
Ibrahim Pasha, generale degli Hamidiye capo della tribù curda Millî, entrò in rivolta contro il governo costituzionale: durante la deposizione del sultano Abdül Hamid, nell'aprile 1909, marciò su Damasco alla testa di 15.000 curdi fedeli al sultano. Vedendosi isolato, alla fine evacuò la città e tornò nella sua città natale, Viranşehir, ma fu ucciso sulla via del ritorno dagli arabi Chammar che sostenevano i Giovani Turchi. Nell'autunno del 1909, un gruppo di ufficiali degli Hamidiye, guidati da Hüseyin Paşa Haydaranlı, disertò e si mise al servizio della Persia.
Nel 1910, gli Hamidiye furono riorganizzate sotto il nome di Reggimenti Tribali di Cavalleria Leggera (Aşiret Hafif Süvarı Alayları) e la loro leadership fu rafforzata da ufficiali dell'esercito regolare.
Nel 1911, la 4ª armata (Impero ottomano) fu sostituita nell'Anatolia orientale dalla 3ª armata. Ciò includeva 4 divisioni di cavalleria tribale (Aşiret Süvari), il nuovo nome per designare il corpo degli Hamidiye, per un totale di 24 reggimenti:
- 1ª divisione di cavalleria tribale, Erzurum
- 2ª divisione di cavalleria tribale, Karakilise
- 3ª divisione di cavalleria tribale, Erdiş
- 4ª divisione di cavalleria tribale, Mardin[48]

Durante le guerre balcaniche del 1912-1913 furono chiamati in causa i reggimenti tribali curdi. Arrivarono sul fronte bulgaro all'inizio del 1913 e subirono pesanti perdite. Secondo un rapporto britannico, nel marzo 1913, le tribù curde Millî, Karakacheli, Kitkan e Barazi erano pronte a proclamare la loro indipendenza se i bulgari avessero preso Costantinopoli.
Nel 1914, i curdi erano ancora resistenti alla coscrizione; tuttavia, l'appello al Jihād lanciato dal sultano-califfo nel novembre 1914 permise di reclutare volontari curdi per formare 4 divisioni di riserva per la campagna del Caucaso. Nel novembre 1914, la prima offensiva russa nel Caucaso (offensiva Bergmann) si trasformò nel caos per i due eserciti; molti soldati curdi disertano o passano al nemico. Enver Pasha, uno dei capi del governo militare ottomano, chiamato a prendere il comando della 3ª Armata, decise di sciogliere le 4 divisioni tribali il 21 novembre 1914 e lasciò solo 2 brigate di cavalleria che raggruppavano gli elementi più fedeli. Dopo il disastro ottomano di Sarıkamış, mentre l'esercito russo penetrava sempre più in profondità nell'area curda, un certo numero di curdi continuò a combattere all'interno delle forze ottomane. Fu il caso dei tre reggimenti della tribù Cibran comandati da Cibranlı Halit Bey.

## Uniformi
Il sistema di classificazione delle uniformi si basava sui modelli del 1861 dei polsini a spina di pesce. Gli Hamidiye, nelle diverse cerimonie che ebbero luogo, indossavano eleganti uniformi che mostravano i loro ranghi e i loro successi. Le nuove uniformi presero il posto delle colorate uniformi precedentemente indossate dai curdi. Il loro scopo era quello di creare un'identità per gli Hamidiye che si trovavano sparsi attraverso le frontiere dell'impero. A volte consistevano in tuniche o cinture grigie, pantaloni grigi con una stretta striscia rossa e kalpak con le armi imperiali. Le uniformi variavano leggermente a seconda della regione in cui si trovava un Hamidiye.

## Unità
I reggimenti Hamidiye erano di stanza nelle seguenti città e villaggi.
| Numero | Tribù                       | Luogo                      | Cavalleria | Fanteria | Totale |
| ------ | --------------------------- | -------------------------- | ---------- | -------- | ------ |
| 1      | Sipkân                      | Dutak                      | 400        | 250      | 650    |
| 2      | Sipkân                      | Hosuna                     | 400        | 175      | 575    |
| 3      | Sipkân                      | Cemal Verdi                | 400        | 225      | 625    |
| 4      | Zilan                       | Toprakkale                 | 250        | 360      | 610    |
| 5      | Zilan                       | Karakilise                 | 450        | 250      | 700    |
| 6      | Karapapak                   | Eleşkirt and Karakilise    | 400        | 150      | 650    |
| 7      | Terekeme                    | Tutak - Karakilise         | 300        | 200      | 500    |
| 8      | Keşvan                      | Hasankale                  | 200        | 175      | 475    |
| 9      | Şapikan and Badayan         | Kızıldiz                   | 250        | 325      | 575    |
| 10     | Taşkesen, Diyadin           | Kasatkanlı                 | 198        | 350      | 548    |
| 11     | Mikaili                     | Karakilise, Diyadin        | 175        | 325      | 500    |
| 12     | Hamdiki, Başımi, Hal Hesini | Karakilise, Diyadin        | 225        | 350      | 525    |
| 13     | Haydaran                    | Bergiri (Muradiye)         | 200        | 318      | 518    |
| 14     | Haydaran                    | Bergiri (Muradiye)         | 175        | 350      | 525    |
| 15     | Şevli                       | Van, Timar                 | 200        | 350      | 550    |
| 16     | Kalıkan, Livi               | Erciş                      | 255        | 270      | 525    |
| 17     | Mukuri                      | Saray                      | 215        | 315      | 530    |
| 18     | Takari                      | Zermaniz, Saray            | 300        | 380      | 680    |
| 19     | Milli, Şemsiki              | Saray                      | 225        | 425      | 650    |
| 20     | Şkeftka                     | Eblak                      | 327        | 213      | 540    |
| 21     | Adaman, Zilan, Hecidıran    | Erciş                      | 250        | 275      | 525    |
| 22     | Haydaran                    | Erciş                      | 175        | 350      | 525    |
| 23     | Haydaran                    | Adilcevaz                  | 200        | 350      | 550    |
| 24     | Heydaran                    | Erciş                      | 175        | 350      | 525    |
| 25     | Marhoran                    | Adilcevaz                  | 250        | 300      | 550    |
| 26     | Hasenan                     | Xinûs (Kumdeban)           | 335        | 205      | 540    |
| 27     | Hasenan                     | Malazgirt                  | 340        | 200      | 540    |
| 28     | Hasenan                     | Malazgirt (Diknuk, Dinbut) | 304        | 230      | 534    |
| 29     | Hasenan                     | Moranköyü                  | 310        | 230      | 540    |
| 30     | Hasenan                     | Bulanık                    | 308        | 232      | 540    |
| 31     | Cibran                      | Gümgüm                     | 308        | 232      | 540    |
| 32     | Cibran                      | Xinûs                      | 310        | 235      | 545    |
| 33     | Cibran                      | Varto                      | 315        | 330      | 545    |
| 34     | Zirkan                      | Hınıs                      | 300        | 250      | 550    |
| 35     | Zirkan                      | Söylemez                   | 375        | 500      | 875    |
| 36     | Cibran                      | Kiğı                       | 285        | 265      | 550    |
| 37     | Celali                      | Bayezit (Örtülü kışlağı)   | 305        | 370      | 540    |
| 38     | Celali                      | Bayezit (Şeyhlu kışlağı)   | 300        | 240      | 540    |
| 39     | Takori                      | Mahmudiye (Saray)          | 305        | 301      | 606    |
| 40     | Kafkasya muhacirleri        | Sivas                      | 275        | 500      | 775    |
| 41     | Milli                       | Mardin                     | 275        | 265      | 540    |
| 42     | Milli                       | Siverek                    | 255        | 375      | 630    |
| 43     | Milli                       | Siverek                    | 303        | 247      | 550    |
| 44     | Karakeçi                    | Siverek                    | 305        | 225      | 530    |
| 45     | Kikan                       | Ra's al-'Ayn, Mardin       | 350        | 270      | 620    |
| 46     | Tay (Arabi)                 | Nusaybin                   | 445        | 185      | 630    |
| 47     | Karakeçi                    | Siverek                    | 310        | 230      | 540    |
| 48     | Miran                       | Cezire                     | 335        | 205      | 540    |
| 49     | Miran                       | Cezire                     | 308        | 232      | 540    |
| 50     | Ertoşi                      | Elbak                      | 375        | 300      | 625    |
| 51     | Kays                        | Urfa                       | 450        | 200      | 650    |
| 52     | Kays                        | Harran                     | 400        | 150      | 550    |
| 53     | Berazı                      | Urfa                       | 250        | 300      | 550    |
| 54     | Berazı                      | Urfa                       | 300        | 300      | 600    |
| 55     | Berazı                      | Urfa                       | 275        | 300      | 575    |
| 56     | Gevdan                      | Hakkari                    | 200        | 300      | 500    |
| 57     | Şadili                      | Hasankale                  | 300        | 250      | 550    |
| 58     | Adaman                      | Erciş                      | 200        | 350      | 550    |
| 59     | Pinyan                      | Hakkari                    | 150        | 400      | 550    |
| 60     | Şidan                       | Hakkari                    | 350        | 300      | 650    |
| 61     | Kasıkan                     | Söylemez                   | 250        | 300      | 550    |
| 62     | Kiki                        | Harran                     | 250        | 350      | 600    |
| 63     | Milli                       | Viranşehir                 | 550        | 250      | 800    |
| 64     | Milli                       | Viranşehir                 | 600        | 225      | 825    |
| 65     | Belideyi                    | Erciş, Patnos, Malazgirt   | 250        | 200      | 450    |